# Théâtre Les Déchargeurs
Théâtre Les Déchargeurs to teatr znajdujący się przy ulicy Des Déchargeurs 3, w paryskiej dzielnicy Les Halles.

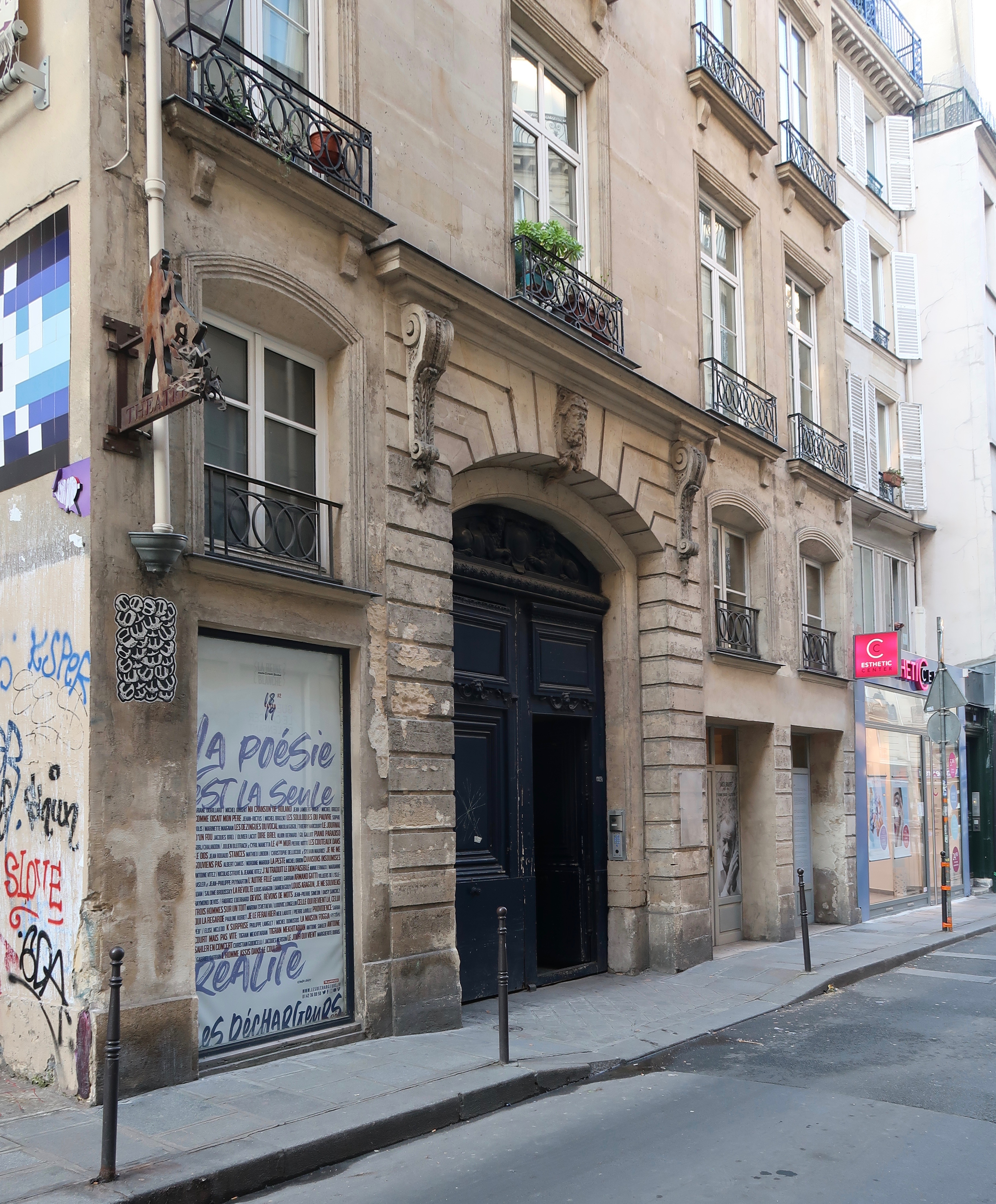
Fasada teatru

## Historia

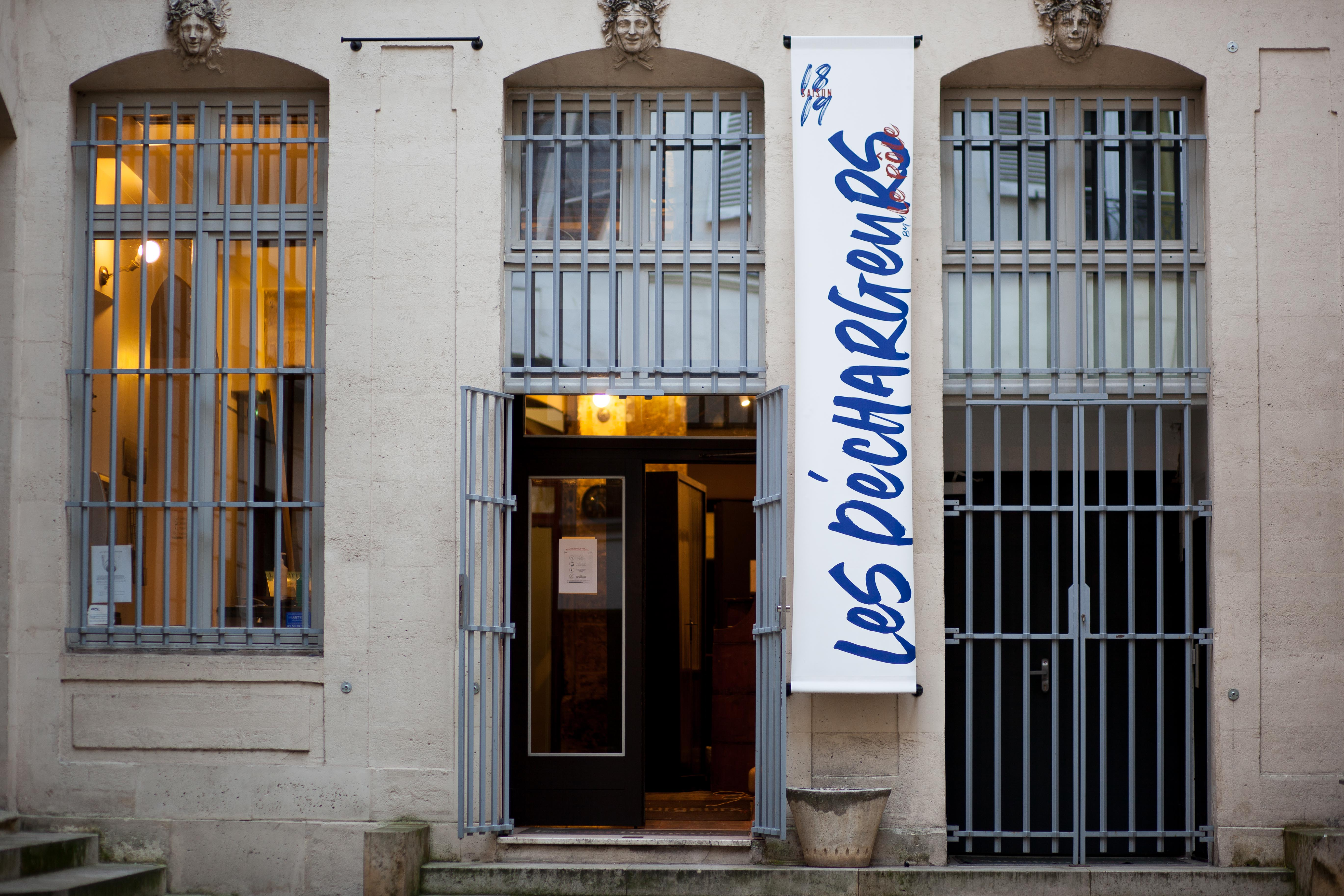
Widok na teatr z dziedzińca

Budynek został zbudowany w 1708 roku przez Marie Orceau, wdowę Rouillé, członkinię zamożnych rodzin Pajot i Rouillé. Obie rodziny były wówczas właścicielami La Poste, prywatnej firmy, która znajdowała się kilka metrów dalej przy ulicy Des Déchargeurs 9 w Hôtel de Villeroy (dawniej: Hôtel de la Poste). Gdy budynek został opuszczony, w 1979 roku przejęła go Vicky Messica, która przekształciła go w teatr. W czerwcu 2018 roku teatr został przejęty przez Élisabeth Bouchaud.

## Dziedzictwo
Budynek, w którym mieści się teatr, jest wpisany do rejestru zabytków na mocy dekretów z 12 lutego 1925 roku ze względu na jego elewacje od strony ulicy i na dziedzińcu, dach oraz monumentalną klatkę schodową.
Aby sfinansować remont, teatr zaoferował w 2014 roku publiczności „zaadoptowanie fotela”.